# Lysiteles qiuae
Lysiteles qiuae är en spindelart som beskrevs av Song och Wang 1991. Lysiteles qiuae ingår i släktet Lysiteles och familjen krabbspindlar. Inga underarter finns listade i Catalogue of Life.